# Día solar medio

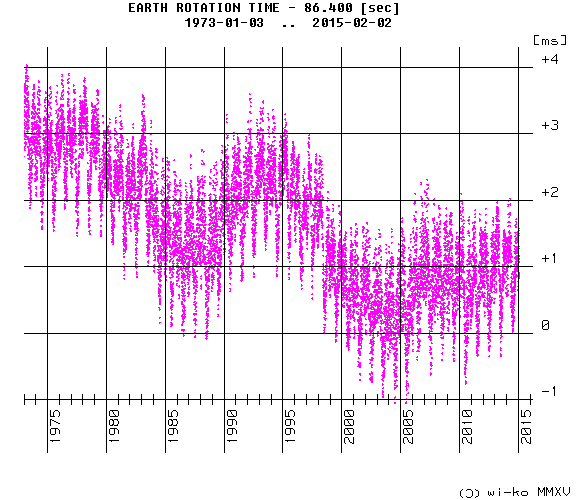
Desviación observada entre la duración de los días solares verdaderos y el día solar medio, período 1974 a 2005, medida en milisegundos, respecto del valor teórico de 86 400 segundos

El día solar medio es un promedio del día solar verdadero, y se corresponde con el tiempo universal coordinado. Equivale a 86 400 segundos, unidad que actualmente se define a partir de propiedades atómicas muy precisas, lo cual permite medir las diferencias con el día solar verdadero.
Este tiempo no se mide directamente mediante ningún tipo de reloj sino que se obtiene indirectamente de la observación de otros tiempos: por ejemplo, el tiempo solar averiguado mediante la lectura en la escala de un cuadrante solar y calculado aritméticamente mediante la ecuación del tiempo.